# 新河浦旧民居建筑区
旧民居建筑区，位于中国广东省广州市越秀区新河浦路27号、恤孤院路24号、恤孤院路9号之三、培正路12、14号，为广州市的一个市级文物保护单位，类型为近现代重要史迹及代表性建筑，公布时间为1993年8月。
旧民居建筑区的历史年代为现代。